# Svidnička
Svidnička este o comună slovacă, aflată în districtul Svidník din regiunea Prešov. Localitatea se află la altitudinea de 317 m deasupra n.m., se întinde pe o suprafață de 5,72 km2 și în 2017 număra 136 de locuitori.

## Istoric
Localitatea Svidnička este atestată documentar din 1572.

## Demografie
| An:                | 1994 | 2004 | 2014   | 2024   |
| ------------------ | ---- | ---- | ------ | ------ |
| Număr de persoane: | 132  | 132  | 139    | 135    |
| Diferență:         |      | +0%  | +5,30% | −2,87% |

| An:                | 2023 | 2024   |
| ------------------ | ---- | ------ |
| Număr de persoane: | 132  | 135    |
| Diferență:         |      | +2,27% |